# Nonnenbach und Eichholzbach mit Seitentälern
Koordinaten: 50° 24′ 36″ N, 6° 34′ 59″ O
Das Naturschutzgebiet Nonnenbach und Eichholzbach mit Seitentälern liegt auf dem Gebiet der Gemeinde Dahlem (Nordeifel) im Kreis Euskirchen in Nordrhein-Westfalen.
Das Gebiet erstreckt sich nordöstlich des Kernortes Dahlem entlang des Nonnenbaches und des Eichholzbaches. Die B 51 berührt den nordwestlichen Rand des Gebietes.

## Bedeutung
Für Dahlem ist seit 2001 ein 227,64 ha großes Gebiet unter der Kenn-Nummer EU-092 als Naturschutzgebiet ausgewiesen. Die Unterschutzstellung erfolgt zur Erhaltung und Entwicklung des Lebensraumes für mehrere nach der Roten Liste in Nordrhein-Westfalen gefährdete Tier- und Pflanzenarten.